# اداره تأمین اجتماعی (آمریکا)
اداره تأمین اجتماعی ایالات متحده آمریکا (SSA)(انگلیسی: The United States Social Security Administration)، سازمانی مستقل در دولت فدرال ایالات متحده آمریکا است که متولی تأمین اجتماعی، یک بیمه اجتماعی متشکل از مزایای بازنشستگی، ناتوانی و بازماندگان است. اکثر کارگران آمریکایی از درآمدهای خود مالیات تأمین اجتماعی می‌پردازند تا واجد شرایط این مزایا باشند؛ مزایای آیندهٔ کارکنان بر اساس پرداختی‌های آن ها است.